# 西教寺
西教寺（さいきょうじ）は、滋賀県大津市坂本にある天台真盛宗（てんだいしんせいしゅう）の総本山の寺院。山号は戒光山。本尊は阿弥陀如来。開基（創立者）は聖徳太子とする伝承もあるが判然とせず、室町時代、中興の祖であり天台真盛宗の宗祖である真盛が入寺してから栄えた。寺名は詳しくは兼法勝西教寺（けんほっしょうさいきょうじ）という。
比叡山東麓の大津市坂本地区の北方にあり、比叡山三塔の一つである横川（よかわ）への登り口に位置する。付近には比叡山の鎮守である日吉大社などがある。西教寺は、天台宗総本山の延暦寺、天台寺門宗総本山の園城寺（三井寺）に比べ知名度は高いと言えないが、天台系仏教の一派である天台真盛宗の総本山として、400か寺以上の末寺を有する。
2015年（平成27年）4月24日、「琵琶湖とその水辺景観－ 祈りと暮らしの水遺産 」の構成文化財として日本遺産に認定される。

## 歴史

### 草創
西教寺は室町時代の文明18年（1486年）、中興の祖とされる僧・真盛が入寺して以降、天台念仏と戒律の道場として栄えるようになったが、それ以前の歴史は必ずしも明らかでない。草創については、『西教寺縁起』や近世の地誌類には推古天皇26年（618年）、聖徳太子が師である高麗の僧慧慈、慧聡のために建立したとする説もあるが、これは伝説の域を出ないものである。
真盛の弟子にあたる真生が明応4年（1495年）に著した『真盛上人往生伝記』によれば、西教寺は比叡山中興の祖である良源（慈恵大師、元三大師）が建てた草庵に始まり、その弟子で『往生要集』の著者として知られる源信（恵心僧都）が伽藍を整えたという。良源と源信はいずれも平安時代中期、10世紀に活動した人物である。西教寺と良源および源信との結び付きについても確証はなく、その後鎌倉時代末頃までの歴史も判然としないが、比叡山と関係の深い一寺院として平安時代中期頃に草創されたものと推定される。
鎌倉時代末期の正中2年（1325年）、円観が西教寺を再興したことは史実と認められる。円観（恵鎮、慈威和尚とも称する）は後醍醐天皇の帰依を受けた天台僧であり、この頃から西教寺は円戒道場（天台宗の戒律を授ける場）として知られるようになる。

### 真盛による中興
西教寺が歴史の表面に現れてくるのは、前述のように室町時代の文明18年（1486年）、中興の祖である真盛が入寺してからのことである。真盛は嘉吉3年（1443年）、伊勢国一志郡に生まれ、地元の寺に入って出家した後、19歳で比叡山に上り、その後20年以上も山を下りることなく修行と学業に専念した。比叡山において真盛は徐々に頭角を現わし、僧階は権大僧都（ごんだいそうず）に至るが、文明15年（1483年）、名利を捨てて比叡山のもっとも奥に位置する黒谷青龍寺に隠棲した。このことは真盛の母の死がきっかけだったともいう。それから2年後の文明17年（1485年）、真盛はようやく山を下り、その年の12月、宮中で源信の『往生要集』を講義した。真盛は説法の名手として当時評判が高く、宮中での講義には多くの皇族、公卿らが臨席したことが、当時の公卿の日記などに見える。真盛は晩年の10年を西教寺の復興と布教に努め、明応4年（1495年）、旅先の伊賀国（三重県）で死去した。53歳であった。

### 戒律と念仏の道場
天台系の本山寺院のうち、延暦寺や園城寺（三井寺）が密教色が濃いのに対し、西教寺は阿弥陀如来を本尊とし、念仏（阿弥陀如来の名を称えること）を重視するなど、浄土教的色彩が濃いが、これは中興の祖である真盛の思想によるところが大きい。真盛によって始められた天台真盛宗の宗風は、「戒称二門」「円戒念仏」等と表現される。「戒称」の「戒」は戒律、「称」は「称名念仏」、つまり阿弥陀仏の名を一心に称えることを言う。「円戒」は「円頓戒」の略であり（「円」は「円満な」すなわち「完全な」の意、「頓」は「速い」の意）、天台宗の僧侶や信者が守るべき戒律（正しい生活を送るために守るべき規範）を指す。具体的には、「梵網経」に説かれる十重四十八軽戒という、10の重い戒と48の軽い戒のすべてを守ることである。つまり、真盛の思想は、「戒律」と「念仏」の両方を重視する点に特色があり、この点が、同じ念仏でも法然の唱えた「専修念仏」、親鸞の唱えた「悪人正機」の教えとは異なる点である。

### 織田信長の焼き討ち
元亀2年（1571年）、織田信長による比叡山焼き討ちの際に西教寺も焼失した。本堂は焼失の3年後に復興した。焼失した旧本尊の代わりに、甲賀郡（現・滋賀県甲賀市）の浄福寺という寺から阿弥陀如来像を迎えて本尊とした。この阿弥陀如来像は現存し重要文化財に指定されているが、この像がもとあった浄福寺については詳細不明である。また、現存する本堂はその後改築されたもので、江戸時代中期の元文4年（1739年）の上棟である。
上記の信長による比叡山焼き討ちの後、近江国滋賀郡は明智光秀に与えられ、光秀はこの地に坂本城を築いた。光秀は坂本城と地理的にも近かった西教寺との関係が深く、寺の復興にも光秀の援助があったと推定されている。光秀が戦死した部下の供養のため、西教寺に供養米を寄進した際の寄進状が寺に現存している。また、境内には光秀の供養塔や光秀一族の墓が立っている。

### 近世以降
天正18年（1590年）、後陽成天皇は綸旨を発し、応仁の乱後、荒廃して廃寺となっていた京都・岡崎の法勝寺をその末寺である西教寺に合併させることとした。法勝寺の寺籍は西教寺に引き継がれ、法勝寺伝来の仏像、仏具等も西教寺に移された。寺の正式名を「兼法勝西教寺」というのはここから来ている。現在、西教寺客殿の仏間に安置される、秘仏・薬師如来坐像は、法勝寺の遺物とされている。
西教寺は、天台宗の中にあって念仏と戒律を重視する独自の一派をなしていたが、近世には他の天台系寺院同様、日光山輪王寺の支配下にあった。近代に入って宗派独立の動きが強まり、1878年（明治11年）から天台宗真盛派を名乗るようになる。1941年（昭和16年）には国策によって天台宗、天台宗寺門派、天台宗真盛派の三派は合同したが、太平洋戦争後の1946年（昭和21年）三派は再び分離し、天台宗真盛派は天台真盛宗として独立した。

### 歴代貫首（天台真盛宗管長）
1. 真盛
2. 盛全
3. 真恵
4. 真叡
5. 真覚
6. 真海
7. 真光
8. 真源
9. 真智
10. 真照
11. 真圓
12. 真乗
13. 真乾
14. 真尊
15. 真迢
16. 真然
17. 真境
18. 真秀
19. 真典
20. 真際
21. 真證
22. 真如
23. 真啓
24. 真鳳
25. 真梁
26. 真雄
27. 真尚
28. 真融
29. 真順
30. 真朗
31. 真童
32. 真全
33. 真託（石山覚湛）
34. 真紹（古泉性信）
35. 真兀（山田智善）
36. 真恂（西村冏念）
37. 真謙（八耳哲道）
38. 真慶（蛭薙詮順）
39. 真空（木村哲忍）
40. 真愚（古市義秀）
41. 真虔（色井秀譲）
42. 真良（山本孝圓）
43. 真魯（西村冏紹）
44. 真悳（武田圓寵）

## 境内
総門をくぐると、参道の左右に計6か寺の子院が並んでいる。参道の正面突き当たりには勅使門があり、その左に宗祖大師殿、奥の小高くなった場所に本堂、客殿、書院などが建つ中心伽藍があり回廊で結ばれている。中心伽藍を見下ろす高台に真盛上人廟がある。境内には他に明智光秀の供養塔、阿弥陀二十五菩薩石仏などがある。
- 本堂（重要文化財） - 元文4年（1739年）再建。桁行七間、梁間六間、総欅入母屋造。
- 裏堂（重要文化財） - 元文4年（1739年）再建。
- 本坊 - 庫裏。
- 本坊庭園
- 書院（国登録有形文化財）
- 書院庭園 - 明治時代初期に築造。
- 裏書院庭園 - 1989年（平成元年）築造。
- 客殿（重要文化財） - 慶長2年（1597年）再建。桁行十二間、梁間八間、杮葺入母屋造、北面切妻、大谷吉継の母らの寄進。
- 客殿庭園 - 小堀遠州作。
- 茶所
- 納骨堂（国登録有形文化財）
- 鐘楼（大津市指定有形文化財）
- 正教蔵（国登録有形文化財）
- 研修道場本館・別館（ユースホステル西教寺を併営している）
- 大食堂
- 真盛上人廟（国登録有形文化財）
- 阿弥陀二十五菩薩石仏 - 天正12年（1584年）の作。
- 明智光秀の供養塔
- 光秀の妻煕子の墓
- 明智一族の墓
- 勅使門
- 十三重石塔
- 宗祖大師殿（国登録有形文化財）
  - 宝珠丸（真盛上人）像
  - 北門（国登録有形文化財）
  - 唐門（国登録有形文化財）
- 真盛学院西教寺文庫
- 収蔵庫
- 禅林坊 - 塔頭。
  - 表門（国登録有形文化財）
- 実成坊 - 塔頭。
  - 表門（国登録有形文化財）
- 聞證坊 - 塔頭。
- 蓮心坊 - 塔頭。
- 徳乗坊 - 塔頭。
  - 表門（国登録有形文化財）
- 禅智坊 - 塔頭。
- 禅明坊 - 塔頭。
  - 表門（国登録有形文化財）
- 社会福祉法人「真盛園」
  - 真盛園講堂（国登録有形文化財）
- 総門 - 坂本城の城門を移築したもの。
- 安養院 - 塔頭。総門の外側にある。
  - 阿弥陀堂 （国登録有形文化財）
  - 弁天堂（国登録有形文化財）
  - 地蔵堂（国登録有形文化財）
  - 聖天堂（国登録有形文化財）
  - 礼拝堂（国登録有形文化財）
  - 蔵（国登録有形文化財）
  - 庫裡（国登録有形文化財）
  - 書院（国登録有形文化財）
  - 表門（国登録有形文化財）

## 文化財

### 重要文化財
- 本堂・裏堂 附：旧こけら板 2枚、出面板 1枚、旧獅子口 1個
- 客殿
- 絹本著色当麻曼荼羅図 - 奈良国立博物館寄託。
- 絹本著色阿弥陀如来像（迅雲阿弥陀如来）
- 絹本著色阿弥陀如来像
- 絹本著色釈迦如来像（持鉢釈迦如来） - 奈良国立博物館寄託。
- 絹本著色天台大師像 - 大津市歴史博物館寄託。
- 絹本著色山王諸神像
- 紙本著色扇面古写経
- 絹本著色豊臣秀吉像 - 京都国立博物館寄託。
- 木造阿弥陀如来坐像
- 木造聖観音立像
- 木造薬師如来坐像
- 石灯籠 1基
- 鰐口 1口 - 文永十年（1273年）銘。京都国立博物館寄託。
- 梵鐘 1口
- 後土御門天皇宸翰 真盛上人号 - 大津歴史博物館寄託。
- 無量義経疏 3巻 - 大津歴史博物館寄託。
- 注大般涅槃経 巻第八 - 大津歴史博物館寄託。
- 法華経（色紙金銀箔散） 8帖 - 大津歴史博物館寄託。

### 重要美術品
- 絹本著色慈威和尚像 - 大津歴史博物館寄託。
- 絹本著色前田菊姫像 - 京都国立博物館寄託。
- 石造燈籠 1基

### 国登録有形文化財
- 御廟
- 客殿通用門
- 書院
- 観瀾亭
- 新座敷
- 浴室
- 内司課客殿
- 内司課庫裏
- 内司課渡廊下
- 内司課蔵
- 灌頂蔵
- 正教蔵
- 水屋
- 納骨堂
- 宗祖大師殿
- 宗祖大師殿唐門
- 宗祖大師殿通用門
- 宗祖大師殿水屋
- 真盛園講堂（旧専門学寮本堂）
- 實成坊門
- 禅林坊門
- 徳乗坊門
- 禅明坊門
- 安養院阿弥陀堂
- 安養院庫裡
- 安養院書院
- 安養院門
- 安養院弁天堂
- 安養院地蔵堂
- 安養院聖天堂
- 安養院礼拝堂
- 安養院蔵

### 滋賀県指定有形文化財
- 絹本著色円観像
- 絹本著色熊野曼荼羅 - 京都国立博物館寄託。
- 絹本著色真盛上人像
- 木造阿弥陀如来及両脇侍立像 - 大津歴史博物館寄託。
- 花卉鳥獣文刺繡打敷 2枚 - 京都国立博物館寄託。

### 大津市指定有形文化財
- 鐘楼
- 木造阿弥陀如来立像 附：修理銘札 1枚 - 像内に木造五輪塔柱がある。像内納入木造五輪塔柱および附修理銘札は大津市歴史博物館寄託。
- 金地著色柚子・柿ニ猿図 1双
- 金地著色杉木立図（時雨屏風） 1双

## 前後の札所
聖徳太子霊跡
30 瓦屋寺　-　31 西教寺　-　32 久米寺
真盛上人二十五霊場
1 西教寺　-　2 青龍寺
びわ湖百八霊場
10 律院　-　11 西教寺　-　12 聖衆来迎寺
神仏霊場巡拝の道
147 園城寺　-　148 西教寺　-　149 日吉大社

## 施設情報
- 住所
  - 滋賀県大津市坂本5-13-1
- 拝観料
  - 大人500円

## 交通アクセス
- 西日本旅客鉄道（JR西日本）湖西線比叡山坂本駅から車で15分
- JR湖西線比叡山坂本駅または京阪石山坂本線坂本比叡山口駅から江若バス西教寺バス停下車徒歩3分

## 周辺
- 八講堂千体地蔵
- 日吉大社
- 坂本城
- 大津市坂本重要伝統的建造物群保存地区